# ميكيل باريرا
ميكيل باريرا (بالإسبانية: Miquel Parera)‏ هو لاعب كرة قدم إسباني في مركز حراسة المرمى، ولد في 18 مايو 1996 في ماناكور في إسبانيا. لعب مع ريال مايوركا.

## وصلات خارجية
- ميكيل باريرا على موقع قاعدة بيانات كرة القدم.إي يو (الإنجليزية)
- ميكيل باريرا على موقع Soccerway.com (الإنجليزية)